# Morti nel 1132
| Questa pagina contiene informazioni ricavate automaticamente dalle voci biografiche con l'ausilio del template Bio e di un bot. L'aggiornamento è periodico e automatico e ricostruisce completamente la pagina. Se manca una persona in questa lista, sei pregato di non aggiungerla, ma accertati piuttosto che la sua voce biografica contenga il template Bio e che i dati anagrafici siano correttamente compilati. Se il template Bio manca, inseriscilo tu stesso o, in alternativa, metti l'avviso {{tmp\|Bio}} che ne segnala la mancanza. Se i dati riportati sono sbagliati, correggi direttamente la voce biografica; le modifiche saranno visibili in questa lista entro pochi giorni. Per chiarimenti vedi il progetto biografie. La lista contiene solo le 9 persone che sono citate nell'enciclopedia e per le quali è stato implementato correttamente il template Bio. Pagina aggiornata al 18 mag 2025. |

- 26 marzo - Goffredo di Vendôme, abate e scrittore francese
- 1º aprile - Ugo di Grenoble, vescovo cattolico e santo francese (n. 1053)
- 15 aprile - Mstislav I di Kiev, principe (n. 1076)
- 19 maggio - Corrado I di Raitenbuch, vescovo cattolico e abate tedesco
- 6 giugno - Taj al-Muluk Buri, condottiero turco
- Algero di Liegi, monaco cristiano francese (n. 1055)
- Maredudd ap Bleddyn, principe gallese
- Corrado di Plötzkau, nobile tedesco
- Lamberto Hont-Pázmány, nobile ungherese